# 第58届金马奖
第58屆金馬獎，是2021年臺灣與華語電影業界的年度盛事之一，表揚年度傑出華語電影作品與電影工作者。
本屆新增設金馬獎最佳紀錄短片獎項。金馬獎在劇情短片、紀錄短片及動畫短片，報名日期於2021年6月1日開始，同月6月30日結束；劇情片、紀錄片及動畫片報名日期於2021年7月1日開始，8月2日結束。入圍名單訂於2021年10月5日公佈，並於2021年11月27日金馬獎頒獎典禮上揭曉得獎名單。本屆網路轉播由台灣大哥MyVideo播出。

## 播出時間

### 電視直播
| 频道               | 所在地         | 播出日期       | 播出時間                                            |
| ------------------ | -------------- | -------------- | --------------------------------------------------- |
| 台视主频台視綜合台 | 中華民國       | 2021年11月27日 | 17:30 - 19:00（星光大道） 19:00 - 23:30（颁奖典礼） |
| HUB都会台          | 新加坡         | 2021年11月27日 | 17:30 - 19:00（星光大道） 19:00 - 23:30（颁奖典礼） |
| Astro频道338       | 马来西亚 ·     | 2021年11月27日 | 17:30 - 19:00（星光大道） 19:00 - 23:30（颁奖典礼） |
| 中天電視海外頻道   | 美国           | 2021年11月27日 | 17:30 - 19:00（星光大道） 19:00 - 23:30（颁奖典礼） |
| KTSF               | 美国（舊金山） | 2021年11月27日 | 17:30 - 19:00（星光大道） 19:00 - 23:30（颁奖典礼） |

### 網路平台
| 频道          | 所在地                               | 播出日期       | 播出時間                                            |
| ------------- | ------------------------------------ | -------------- | --------------------------------------------------- |
| MyVideo       | 中華民國                             | 2021年11月27日 | 17:30 - 19:00（星光大道） 19:00 - 23:30（颁奖典礼） |
| 金马奖YouTube | 臺灣、新加坡、馬來西亞、汶萊以外地區 | 2021年11月27日 | 17:30 - 19:00（星光大道） 19:00 - 23:30（颁奖典礼） |

## 舉辦過程

### 日程
- 獎項報名日期：2021年6月1日至6月30日(短片類)、2021年7月1日至8月2日（劇情片、紀錄片及動畫長片類）[6]
- 公布入圍名單：2021年10月5日
- 金馬電影學院：2021年10月30日至11月27日
- 金馬國際影展：2021年11月11日至11月28日
- 金馬創投會議：2021年11月22日至11月24日
- 入圍酒會：2021年11月26日
- 頒獎典禮：2021年11月27日

### 人物（地點）

#### 主席與導師
- 金馬影展執委會主席：李安
- 金馬獎評審團主席：黃建業
- 金馬電影學院院長：廖慶松
- 金馬電影學院導師：黃綺琳

#### 主持與旁白串場
- 入圍名單公布記者會主持人：楊千霈、徐鈞浩
- 入圍名單公布記者會公布人：謝盈萱、陳姸霏
- 入圍名單公布記者會「年度台灣傑出電影工作者」得主揭曉人：聞天祥
- 典禮節目總監：陳鎮川
- 星光大道主持人：楊千霈、徐鈞浩
- 頒獎典禮主持人：林柏宏
- 頒獎典禮司儀：賈培德
- 頒獎典禮入圍影片旁白：謝盈萱
- 遞獎大使：齊薇、王真琳、王庭勻
- 頒獎地點：臺北市國立國父紀念館

#### 影像剪輯與編製
- 「金馬58」主視覺海報：劉耕名+Bito-「重新對焦，調整和世界的距離」
- 頒獎典禮開場影片：殷振豪
- 頒獎典禮入圍影片集錦：林雍益

## 評選過程

### 初選過程
金馬執委會8月25日起，向報名本屆金馬獎的片商通知初選通過名單，確定進榜的電影包括《金錢男孩Moneyboys》、《月老》、《鱷魚》、《當男人戀愛時》、《角頭－浪流連》、《聽見歌 再唱》、《緝魂》、《我沒有談的那場戀愛》、《複身犯》、《詭扯》、《詭祭》、《瀑布》、《徘徊年代》、《美國女孩》、《青春弒戀》、《不想一個人》、《該死的阿修羅》、《修行》、《諸葛四郎－英雄的英雄》、《少年》、《叱咤風雲》、《兜兜風》、《高山上的熱氣球》、《濁水漂流》、《花果飄零》、《鬼同你住》、《期末考》等等。
金馬執行長聞天祥透露，最佳男主角入圍部份，柯震東於《月老》、《鱷魚》、《金錢男孩Moneyboys》的演出均有被討論，但最終以《金錢男孩Moneyboys》的演出獲得青睞，男主角入圍最大遺珠則是《我沒有談的那場戀愛》吳慷仁，其他遺珠還包括《複身犯》楊祐寧、《聽見歌 再唱》馬志翔、《青春弒戀》林柏宏、《不想一個人》范少勳。最佳女主角入圍最大遺珠為《緝魂》張鈞甯、《當男人戀愛時》許瑋甯，其他有被討論到的包括《角頭－浪流連》謝欣穎、《徘徊年代》阮安妮、《鱷魚》李心潔、《浊水漂流》蔡思韵、《月老》宋芸樺。
最佳男配角入圍最大遺珠是《青春弒戀》和《金錢男孩Moneyboys》林哲熹、《鱷魚》李康生、《美國女孩》莊凱勛，其他遺珠有《詭扯》黃尚禾、《瀑布》和《修行》陳以文、《該死的阿修羅》MZY。最佳女配角部分，最大遺珠是《瀑布》魏如萱、《高山上的熱氣球》楊貴媚，其他遺珠則有《青春弒戀》姚愛寗、《青春弒戀》丁寧、《美國女孩》林品彤、《詭扯》百白、《我沒有談的那場戀愛》林美秀、《修行》黄柔闽、《高山上的熱氣球》張詩盈、《月老》陸明君，有評審还將《濁水漂流》蔡思韵移至女配角項目討論。
新演員的遺珠有《英雄假期》潘謙樂、《徘徊年代》阮安妮、《我沒有談的那場戀愛》9m88、《當男人戀愛時》林志謙。
最佳新導演的入圍部份，遺珠包含《聽見歌 再唱》楊智麟、《徘徊年代》張騰元、《角頭－浪流連》姜瑞智、《高山上的熱氣球》柯淑卿。

## 入圍暨得獎名單
下列之標記為該獎項之得獎者。

## 提名及得獎

### 多項提名
下列17部影片獲得多項提名。
| 提名數量 | 電影名稱               | 提名獎項 |
| -------- | ---------------------- | --- |
| 12       | 《濁水漂流》           | 最佳劇情片、最佳導演、最佳男主角、最佳男配角(2名)、最佳女配角、最佳改編劇本、最佳造型設計、最佳原創電影歌曲、最佳原創電影音樂、最佳攝影、最佳剪輯    |
| 11       | 《瀑布》               | 最佳劇情片、最佳導演、最佳女主角(2名)、最佳原著劇本、最佳美術設計、最佳造型設計、最佳視覺效果、最佳原創電影音樂、最佳攝影、最佳剪輯                  |
| 11       | 《緝魂》               | 最佳劇情片、最佳導演、最佳男主角、最佳改編劇本、最佳攝影、最佳視覺效果、最佳美術設計、最佳造型設計、最佳動作設計、最佳剪輯、最佳音效                 |
| 11       | 《月老》               | 最佳劇情片、最佳男配角、最佳改編劇本、最佳攝影、最佳視覺效果、最佳美術設計、最佳造型設計、最佳動作設計、最佳原創電影歌曲、最佳原創電影音樂、最佳音效 |
| 8        | 《詭扯》               | 最佳新導演、最佳男配角、最佳改編劇本、最佳視覺效果、最佳美術設計、最佳造型設計、最佳動作設計、最佳音效                                               |
| 7        | 《美國女孩》           | 最佳劇情片、最佳女主角(2名)、最佳新導演、最佳新演員、最佳原著劇本、最佳攝影                                                                          |
| 5        | 《青春弒戀》           | 最佳導演、最佳女配角、最佳新演員、最佳剪輯、最佳音效                                                                                                 |
| 4        | 《當男人戀愛時》       | 最佳男主角、最佳新導演、最佳女配角、最佳原創電影歌曲                                                                                                 |
| 3        | 《該死的阿修羅》       | 最佳女配角、最佳新演員、最佳原著劇本 |
| 3        | 《我沒有談的那場戀愛》 | 最佳新演員、最佳原創電影音樂、最佳原創電影歌曲 |
| 3        | 《鬼同你住》           | 最佳原著劇本、最佳動作設計、最佳原創電影歌曲 |
| 2        | 《角頭－浪流連》       | 最佳男主角、最佳男配角 |
| 2        | 《金錢男孩》           | 最佳男主角、最佳新導演 |
| 2        | 《修行》               | 最佳女主角、最佳改編劇本 |
| 2        | 《不想一個人》         | 最佳女配角、最佳美術設計 |
| 2        | 《少年》               | 最佳新導演、最佳剪輯 |
| 2        | 《叱咤風雲》           | 最佳動作設計、最佳音效 |

### 得獎統計
本屆獎項當中，總計11部台灣電影獲得20座獎項，2部香港電影獲得2座獎項，1部澳洲電影獲得1座獎項。
| 得獎數量 | 電影產地 | 電影名稱               | 得獎獎項                                               |
| -------- | -------- | ---------------------- | ------------------------------------------------------ |
| 4        | 臺灣     | 《瀑布》               | 最佳劇情片、最佳女主角、最佳原著劇本、最佳原創電影音樂 |
| 3        | 臺灣     | 《緝魂》               | 最佳男主角、最佳剪輯、最佳美術設計                     |
| 3        | 臺灣     | 《美國女孩》           | 最佳新導演、最佳新演員、最佳攝影                       |
| 3        | 臺灣     | 《月老》               | 最佳音效、最佳造型設計、最佳視覺效果                   |
| 1        |          | 《花果飄零》           | 最佳導演                                               |
| 1        | 臺灣     | 《詭扯》               | 最佳男配角                                             |
| 1        | 臺灣     | 《該死的阿修羅》       | 最佳女配角                                             |
| 1        | 香港     | 《濁水漂流》           | 最佳改編劇本                                           |
| 1        | 香港     | 《時代革命》           | 最佳紀錄片                                             |
| 1        | 臺灣     | 《詠晴》               | 最佳劇情短片                                           |
| 1        | 臺灣     | 《度日》               | 最佳紀錄短片                                           |
| 1        | 臺灣     | 《海角天涯》           | 最佳動畫短片                                           |
| 1        | 臺灣     | 《叱咤風雲》           | 最佳動作設計                                           |
| 1        | 臺灣     | 《我沒有談的那場戀愛》 | 最佳原創電影歌曲                                       |

## 評審名單
金馬獎評審作業分為初選、複選、決選三階段進行。

### 初選評審委員
| 評選類別   | 委員   | 身分                                   |
| ---------- | ------ | -------------------------------------- |
| 劇情片類   | 林昱伶 | 製片                                   |
| 劇情片類   | 張硯拓 | 影評人                                 |
| 劇情片類   | 陳克勤 | 攝影，第56屆金馬獎最佳攝影得主         |
| 劇情片類   | 傅天余 | 導演、編劇                             |
| 劇情片類   | 何平   | 監製、導演、學者                       |
| 劇情短片類 | 蔡銀娟 | 導演、編劇、繪本作家                   |
| 劇情短片類 | 廖士涵 | 導演、編劇、製片                       |
| 劇情短片類 | 陳保英 | 製片                                   |
| 劇情短片類 | 張吉安 | 導演、編劇，第57屆金馬獎最佳新導演得主 |
| 劇情短片類 | 洪伯豪 | 導演                                   |
| 劇情短片類 | 王禮霖 | 電影製片、唱片製作、藝人經紀           |
| 紀錄片類   | 李中旺 | 紀錄片工作者                           |
| 紀錄片類   | 張虹   | 紀錄片導演                             |
| 紀錄片類   | 許慧如 | 紀錄片導演                             |
| 紀錄片類   | 黃嘉俊 | 導演、編劇、作家                       |
| 紀錄片類   | 蘇哲賢 | 導演，第47屆金馬獎最佳紀錄片得主       |
| 動畫片類   | 謝文明 | 動畫導演，第57屆金馬獎最佳動畫短片得主 |
| 動畫片類   | 袁建滔 | 香港動畫導演                           |
| 動畫片類   | 王登鈺 | 動畫導演，第56屆金馬獎最佳動畫短片得主 |

### 複選及決選評審委員
| 委員     | 身分                                               | 複選委員 | 決選委員 |
| -------- | -------------------------------------------------- | -------- | -------- |
| 包軒鳴   | 攝影，第55屆金馬獎最佳攝影入圍                     |          |          |
| 呂蒔媛   | 編劇、製片                                         |          |          |
| 卓男     | 香港電影文化工作者                                 |          |          |
| 馬世芳   | 廣播電視主持人、作家                               |          |          |
| 曹源峰   | 電影聲音設計與指導                                 |          |          |
| 許傑輝   | 演員、導演、編劇、表演指導、主持人、製作人         |          |          |
| 陳駿霖   | 導演、編劇                                         |          |          |
| 黃文英   | 藝術指導、造型設計、監製                           |          |          |
| 謝文明   | 動畫導演，第57屆金馬獎最佳動畫短片得主             |          |          |
| 譚紀良   | 燈光師                                             |          |          |
| 小坂史子 | 製片                                               |          |          |
| 張吉安   | 導演、編劇，第57屆金馬獎最佳新導演得主             |          |          |
| 李烈     | 製片                                               |          |          |
| 陳玉勳   | 導演、編劇，第57屆金馬獎最佳原著劇本、最佳導演得主 |          |          |
| 黃建業   | 電影學者、影評人、劇場導演，本屆金馬獎評審團主席   |          |          |
| 楊雅喆   | 導演、編劇，第54屆金馬獎最佳劇情片得主             |          |          |

## 追思逝世影人
以下是追思影人的名單：
- 李行——導演
- 張永祥——編劇
- 張華坤——製片、導演
- 丁香——演員
- 沈雁——歌手、演員
- 李香琴——演員
- 張錚——演員、導演
- 林聰——演員
- 黃樹棠——動作指導、演員
- 王锺——演員、導演
- 李前宽——導演
- 徐才根——演員
- 歐嘉慧——演員
- 陳好逑——演員
- 李玉芬——演員
- 楊升——動作指導、演員
- 管運龍——演員、編劇、作家
- 高振鵬——演員、化妝師
- 洪麟——演員
- ——攝影
- 黃民安——演員
- 蔡光華——發行
- 張有慶——美術設計
- 司徒安——編劇
- 鍾智行——視覺特效、導演
- 鄧一鳴——監製
- 張鵬翼——導演
- 和田惠美——造型設計
- Bradley James Allan——動作指導、演員
- 陳龍——演員
- 千葉真一——演員
- 簡持中——編劇
- 張簡義峯——美術置景
- 戴德偉——美術設計
- 石天——演員、導演、監製、出品人
- 張國棟——演員、製片
- 廖啟智——演員
- 吳孟達——演員
- 龍劭華——演員

## 典禮流程

### 頒獎嘉賓與獎項順序
| 頒獎人/引言人  | 頒發獎項/引言介紹電影         |
| -------------- | ----------------------------- |
| 温貞菱、陳庭妮 | 最佳視覺效果                  |
| 温貞菱、陳庭妮 | 最佳剪輯                      |
| 鍾欣凌、許瑋甯 | 最佳原著劇本                  |
| 鍾欣凌、許瑋甯 | 最佳改編劇本                  |
| 引言：柯煒林   | 《濁水漂流》                  |
| 陳湘琪         | 最佳紀錄短片                  |
| 陳湘琪         | 最佳紀錄片                    |
| 王童           | 年度台灣傑出電影工作者-陳新發 |
| 范少勳、陳姸霏 | 最佳美術設計                  |
| 范少勳、陳姸霏 | 最佳造型設計                  |
| 納豆、劉冠廷   | 最佳女配角                    |
| 納豆、劉冠廷   | 最佳攝影                      |
| 李屏賓         | 終身成就獎-林贊庭             |
| 引言：方郁婷   | 《美國女孩》                  |
| 陳以文、莊凱勛 | 最佳男配角                    |
| 陳以文、莊凱勛 | 最佳動作設計                  |
| 陳以文、莊凱勛 | 最佳音效                      |
| 引言：宋芸樺   | 《月老》                      |
| 王彩樺、柯震東 | 最佳新演員                    |
| 王彩樺、柯震東 | 最佳動畫短片                  |
| 引言：林暉閔   | 《緝魂》                      |
| 楊貴媚         | 最佳劇情短片                  |
| 楊貴媚         | 最佳新導演                    |
| 朱延平         | 終身成就獎-蔡揚名             |
| 盧廣仲         | 最佳原創電影音樂              |
| 盧廣仲         | 最佳原創電影歌曲              |
| 引言：王淨     | 《瀑布》                      |
| 白靈           | 最佳導演                      |
| 陳淑芳、莫子儀 | 最佳女主角                    |
| 李國煌、李心潔 | 最佳男主角                    |
| 李安、黃建業   | 最佳劇情長片                  |

### 典禮表演節目
| 表演者(引言人) | 表演(影片)名稱           | 表演(影片)內容                   |
| -------------- | ------------------------ | -------------------------------- |
| 影片+主持人    | 著迷                     |                                  |
| 影片           | 第58屆金馬獎入圍影片集錦 | 第58屆金馬獎入圍影片             |
| 張清芳         | 一生摯愛                 | 張艾嘉〈最愛〉                   |
| 影片           | 追憶永遠的電影人         | 逝世電影人表演電影集錦           |
| 茄子蛋         | 原創電影歌曲             | 茄子蛋〈愛情你比我想的閣較偉大〉 |
| 魏如萱         | 變形金剛                 | 魏如萱〈變形金剛〉               |
| 艾怡良         | 原創電影歌曲             | 艾怡良〈我這個人〉               |

## 收視率
- 頒獎典禮：典禮全體平均收視為3.78，有效平均收視為3.55，總收視人口2,959,000[11]。頒獎典禮收視最高點落在賈靜雯榮獲「最佳女主角獎」並致感言（4.90）；收視第2名是劉冠廷榮獲「最佳男配角獎」並致感言；第3名是張震榮獲「最佳男主角獎」並致感言。典禮第四至第六高點分別為：陳以文和莊凱勛頒發「最佳動作設計獎」、李國煌與李心潔頒「最佳男主角獎」引言、「終身成就獎」獲獎人林贊廷致詞。
- 表演節目：收視最高點是魏如萱表演的《變形金剛》，第2是艾怡良表演《我這個人》，第3為茄子蛋嗨唱《愛情你比我想的閣較偉大》。
- 星光大道：全體平均收視1.67，有效平均收視1.42，總收視人口1,172,000。最多人看的是白靈走紅毯和受訪（2.78）。第2是李國煌和夫人黃愛玲走紅毯和受訪。第3則是上一屆影后陳淑芳和影帝莫子儀走紅毯與受訪畫面。

## 外部連結
- 第58屆金馬獎名單 （页面存档备份，存于）
- 華文影史庫：第 58 屆 (2021)金馬獎簡介 （页面存档备份，存于）